# Akutaq
L'akutaq, ou crème glacée d'Alaska, est une crème glacée et un dessert préparé par les Athabaskans d'Alaska et d'autres autochtones d'Alaska.

## Description
Il est traditionnellement composé de graisse ou de suif fouetté (par ex. de suif de caribou, d'orignal ou de morse, ou d'huile de phoque) et de viande (comme du poisson séché, en particulier du brochet, du silure ou de l'inconnu, du corégone ou cisco, ou des corégones d'eau douce, ou de l'orignal ou du caribou séché) mélangés à des baies (en particulier de l'airelle, de la myrtille, Vaccinium oxycoccos ou d'autres canneberges, la busserole, la camarine, la ronce, la mûre des marais ou la ronce en corymbe, la framboise, la myrtille ou le rosier épineux) ou des édulcorants doux tels que des racines de pomme de terre indienne ou de carotte sauvage, mélangés et fouettés au fouet. Il peut également inclure des légumes verts de la toundra. Il existe également un type d'akutaq appelé « akutaq de neige ». Les recettes les plus courantes de crème glacée indienne consistent à mélanger du filet d'orignal ou de caribou séché et pulvérisé avec de la graisse d'orignal (traditionnellement dans un récipient en écorce de bouleau) jusqu'à ce que le mélange soit léger et mousseux. Elle peut être consommée non congelée ou congelée, et dans ce dernier cas, elle ressemble quelque peu à la crème glacée commerciale.
Il ne faut pas la confondre avec la crème glacée indienne canadienne (ou sxusem) des Premières nations de la Colombie-Britannique, ni avec le kulfi (crème glacée indienne) du sous-continent indien.
On chantait autrefois des « chansons de crème glacée » (ice cream songs) pendant la préparation de la crème glacée des Indiens athabascans d'Alaska.